# 三山头岛
三山头岛是浙江省台州市近海的一座岛屿，隶属路桥区金清镇，面积0.25平方公里，南有上屿、中礁等岛屿，东濒东海。由于岛上有三个山峰，四周望去均可见到三个山头，故名。     
全岛南、北地势高峻，西部平缓，东北有67.9米高地系全岛最高处。岛周围海岸陡峭，仅中部的朴树咀、泥涂岙里两处，船只可靠岸。西南与上屿岛相隔一条名叫上屿门头的海沟，宽约200-250米，该沟两岸壁立，水深多风浪，潮流湍急，不能通航。